# Giardino di Piero Bonacina
Il giardino di Piero Bonacina Arte a parte è un giardino d'arte situato a Montegiovi, nel comune di Castel del Piano (GR).

## Storia
Piero Bonacina, originario della provincia di Lecco, si è trasferito a Montegiovi intorno al 1990, dopo aver trascorso la propria giovinezza viaggiando in Oriente e soprattutto in India, sua patria spirituale. Scultore autodidatta, ha deciso di stabilirsi sul monte Amiata per seguire la strada del maestro tibetano Namkhai Norbu, che nel 1981 aveva aperto sul monte Labbro il centro dzog-chen di Merigar West. Dopo avere iniziato, quasi per caso, a realizzare le proprie sculture con i più svariati materiali, Piero Bonacina si è dedicato assiduamente alla scultura, decorando la propria abitazione e il giardino panoramico che dà sulla valle dei fiumi Ente e Zancona. Dal 2009 il giardino d'arte è inserito nel Sistema museale Amiata grossetano e nella rete provinciale Musei di Maremma.

## Descrizione
Il giardino d'arte è situato nella parte bassa del paese di Montegiovi, presso Villa Clara, residenza dell'artista, in un punto panoramico che dà sulla valle dei fiumi Ente e Zancona (la cosiddetta "conca d'oro"), da cui è possibile vedere la vetta del monte Labbro. È Piero Bonacina stesso ad accogliere il visitatore e ad introdurlo alle proprie opere. L'ambiente è semplice, specchio di uno spazio vissuto quotidianamente: un giardino di ulivi, dove sono disposte opere in materiali più svariati – metallo, cemento, pietra, legno, arenaria di Manciano, travertino di Saturnia – ricco di piante, fiori e gatti. Le sue opere, nelle quali è possibile intravedere omaggi a grandi artisti contemporanei quali Alberto Giacometti, Constantin Brâncuși, Henry Moore, Marcel Duchamp, sono opere allegoriche: vi è il caos, rappresentato da un groviglio di oggetti metallici intrecciati fra loro; vi sono uomini danzanti in cerchio; vi è la rappresentazione dell'ambizione umana, con l'uomo arrivista che tende a pestare gli altri sotto i propri piedi pur di raggiungere la vetta; migranti in fuga nel Mediterraneo; la raffigurazione della vita dell'uomo, rappresentata da un pannello in cui si vedono tutti gli stadi, dal bambino all'anziano; vi è la fatica, una delle opere più care all'artista, scultura in cemento di un uomo letteralmente piegato dal lavoro, o forse dall'esistenza stessa. Un'altra particolare scultura è quella di un uomo con le braccia aperte, che guarda verso la vallata, su cui l'artista ha lasciato crescere sopra l'edera, rendendo l'opera suggestiva. La visita continua anche all'interno della casa, dove è situato il laboratorio-atelier, con opere in via di rifinitura e gli strumenti del mestiere, e nelle stanze della sua abitazione, dove ogni spazio (sala, cucina, camera) è arredato con sculture e pitture colorate che rendono veramente peculiare la residenza di Bonacina.

## Galleria d'immagini

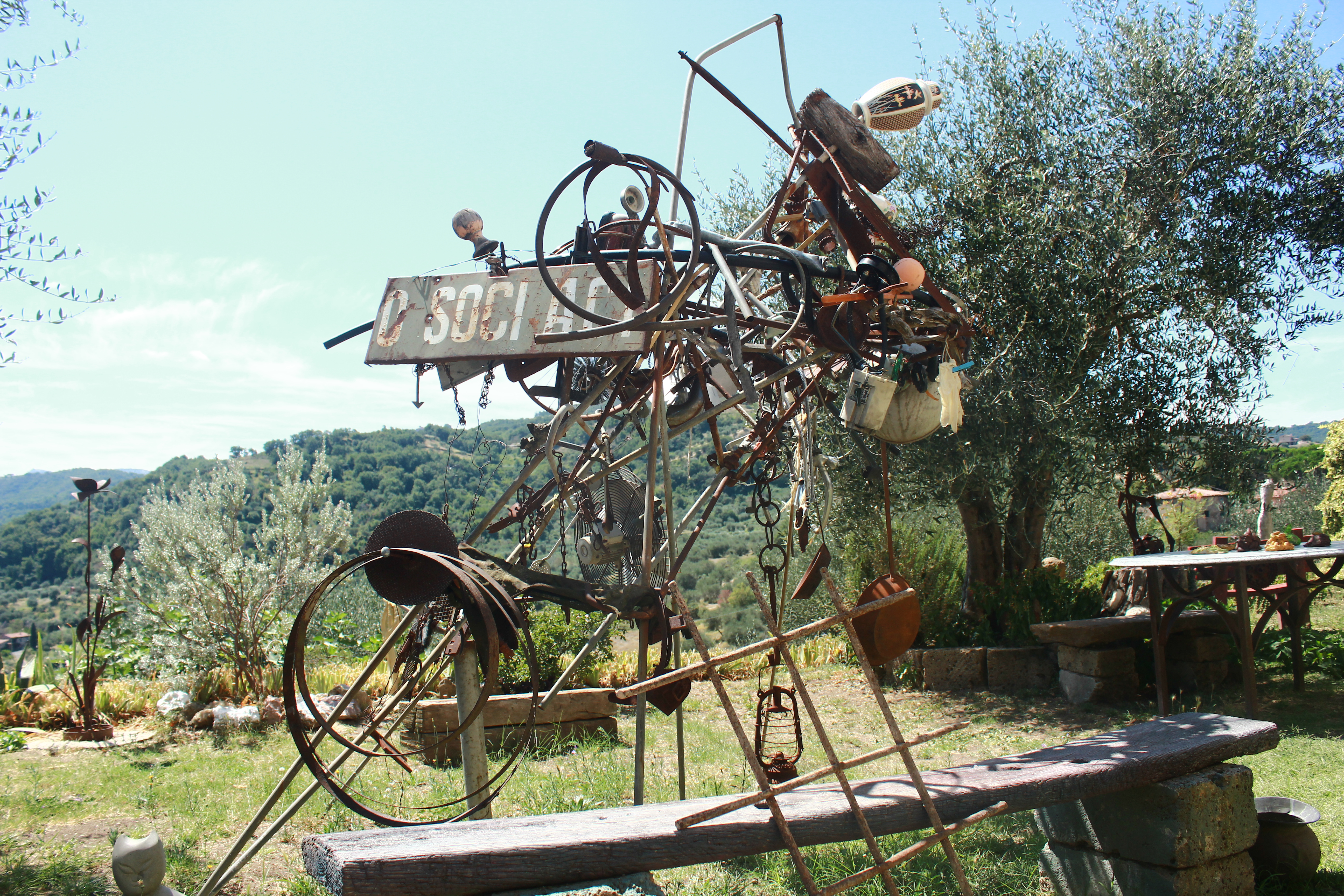
Il caos
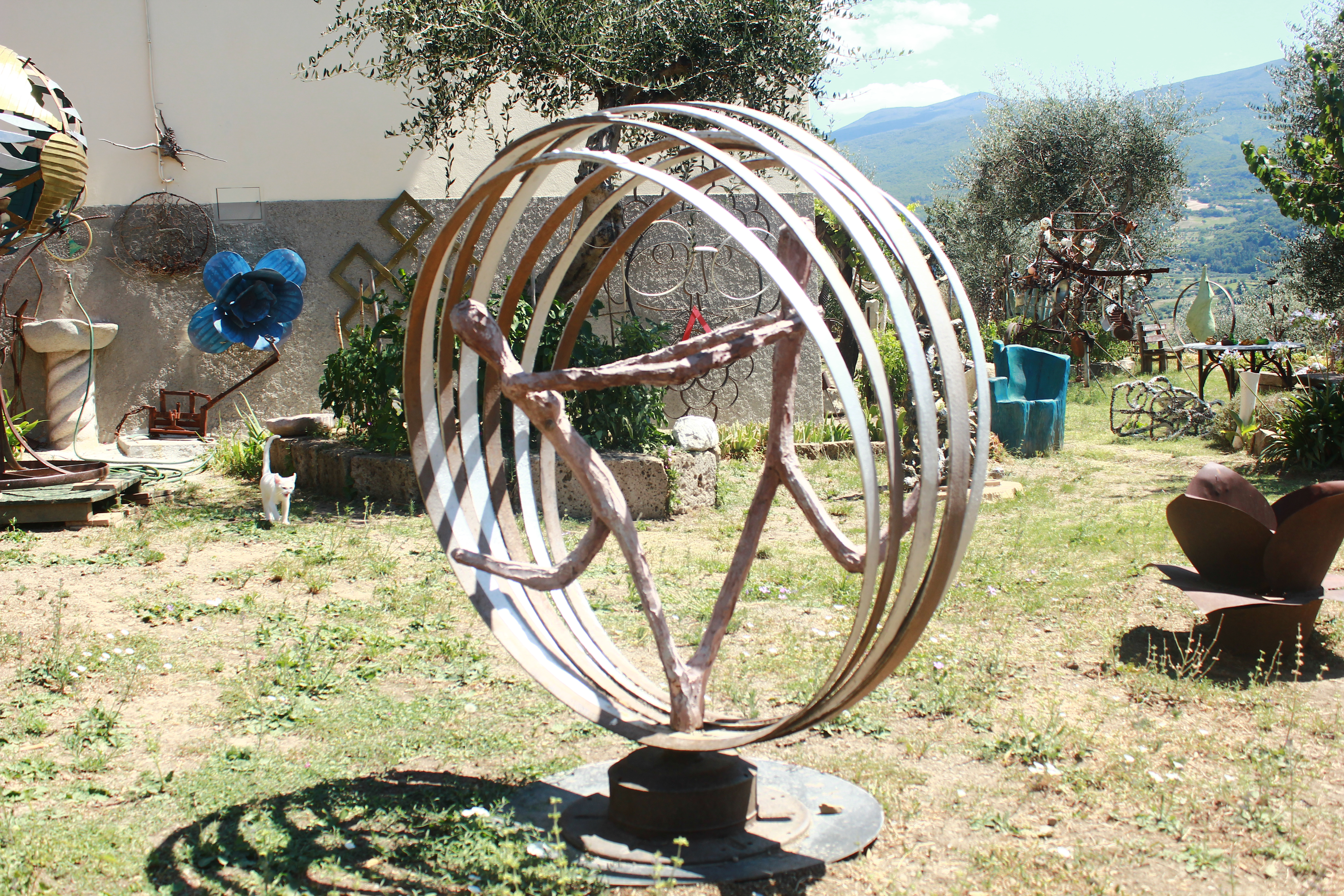
Figure danzanti in cerchio
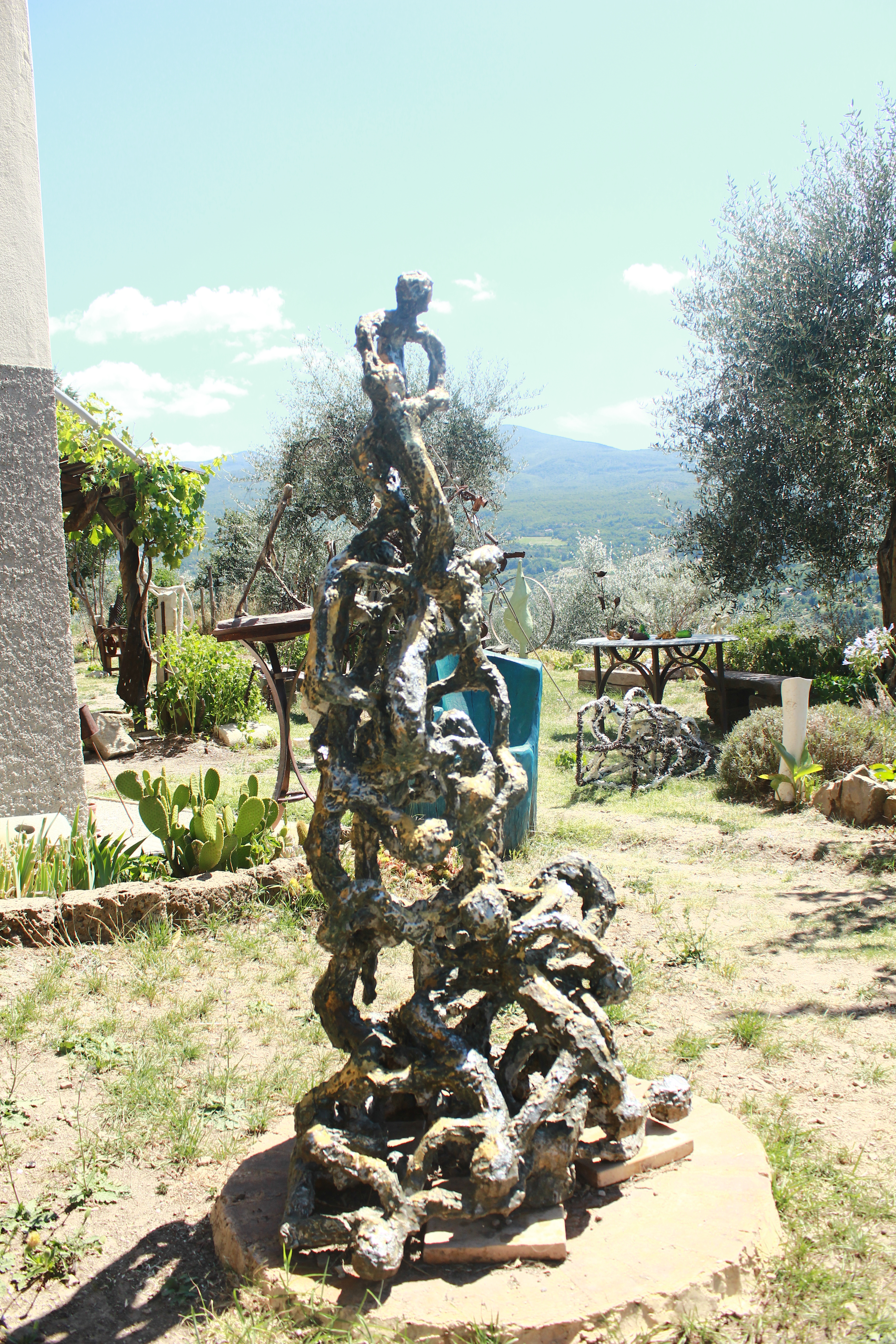
L'ambizione dell'uomo
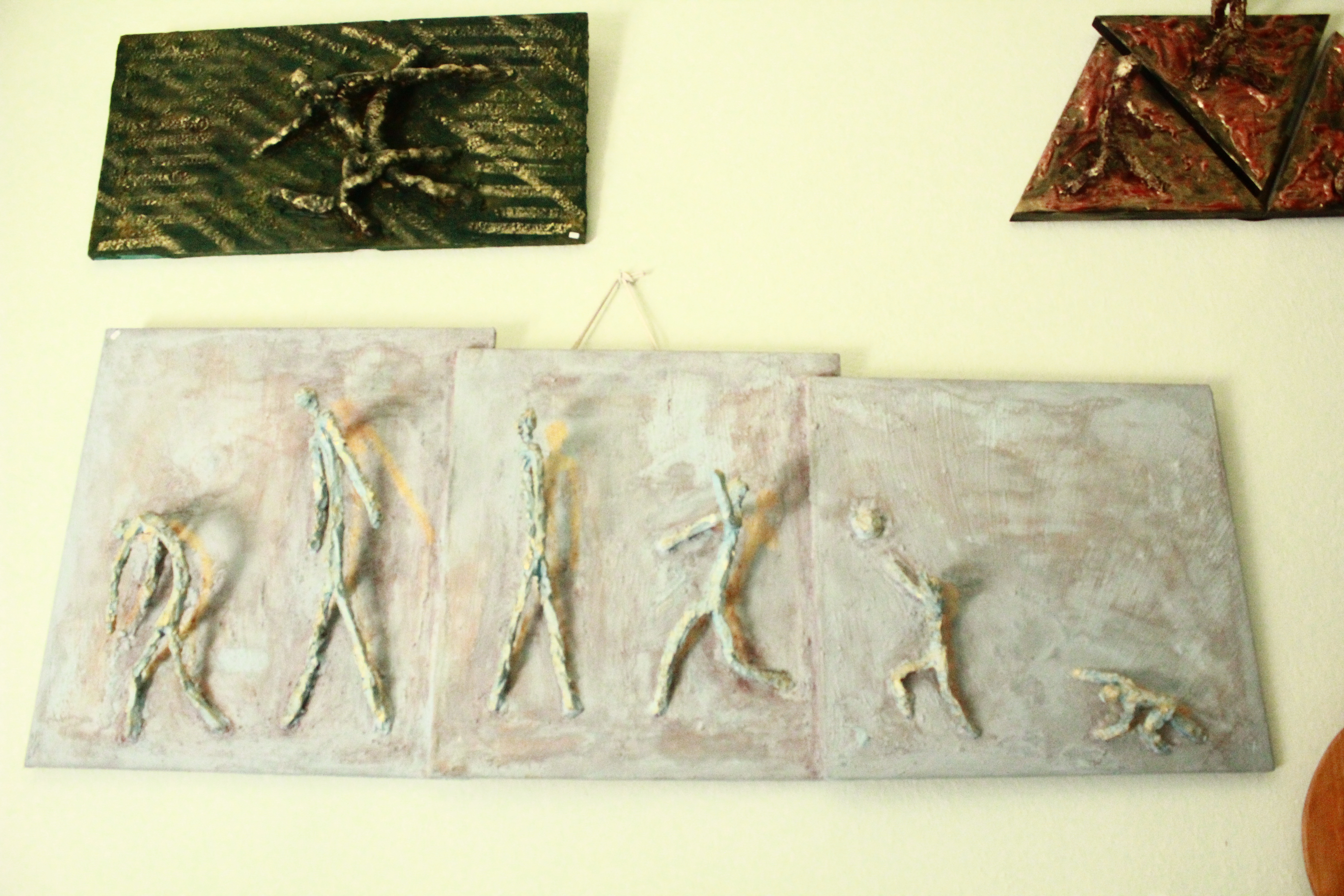
Gli stadi della vita
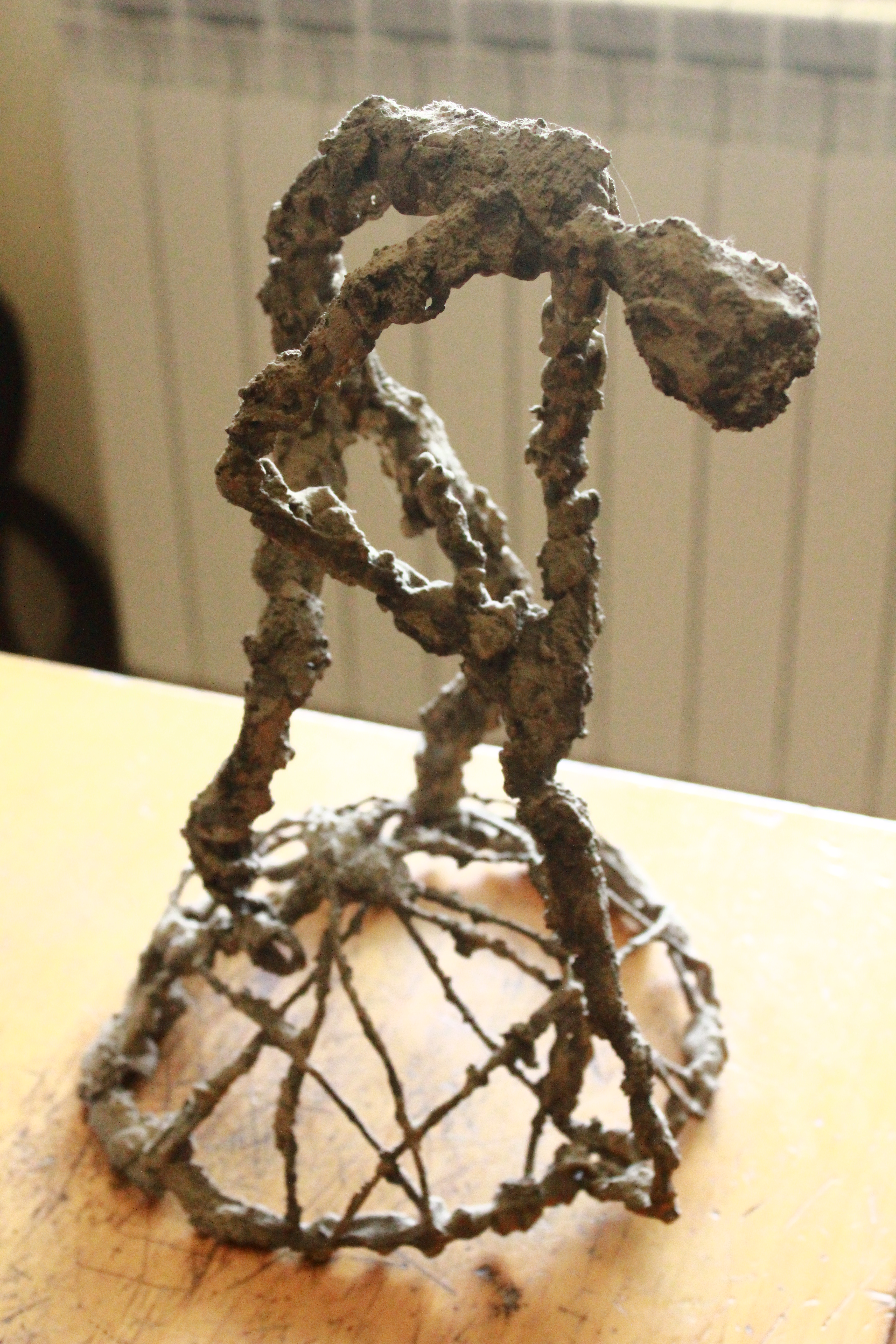
La fatica
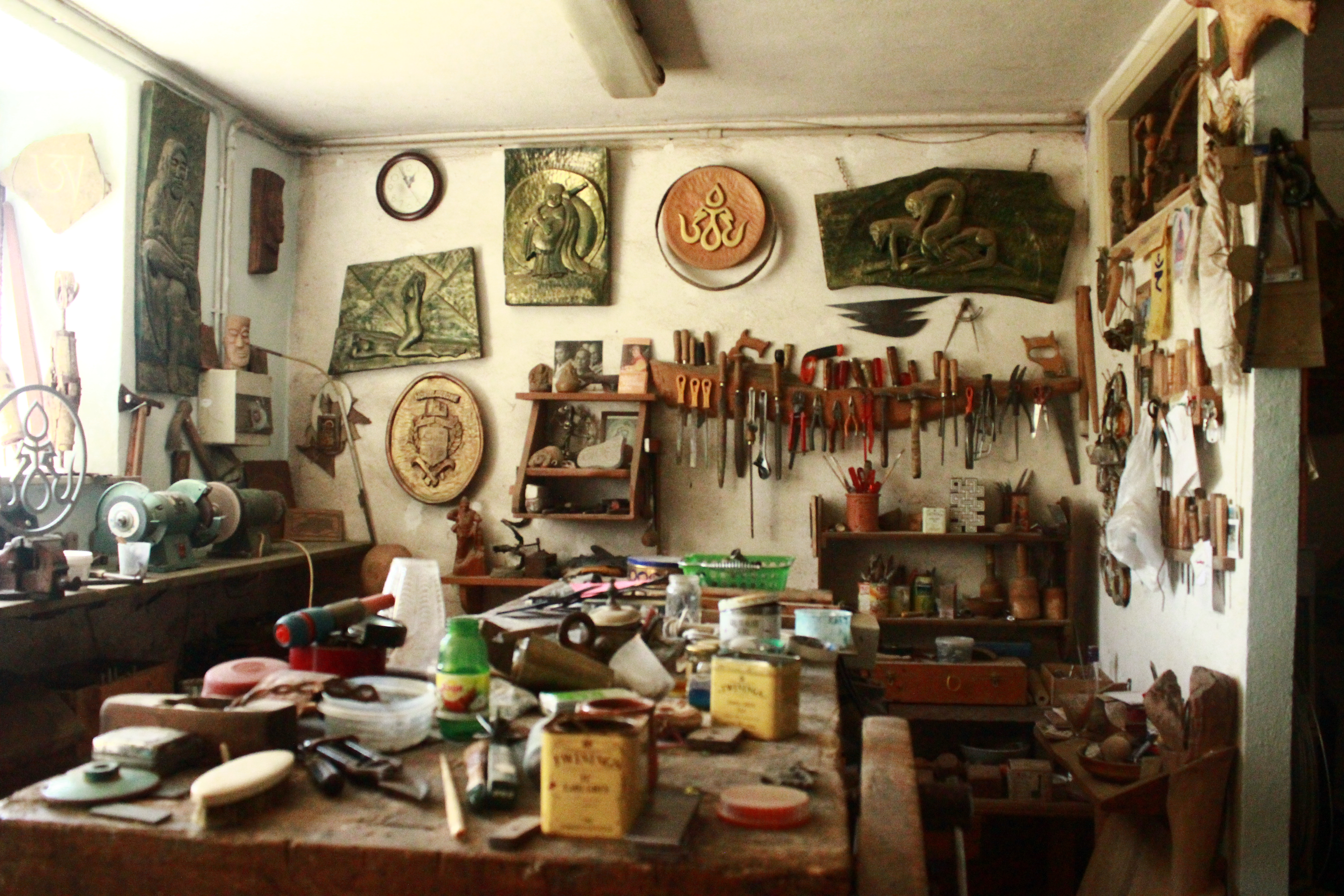
L'atelier del pittore